# Itodacne kauaiensis
Itodacne kauaiensis är en skalbaggsart som beskrevs av Sharp 1908. Itodacne kauaiensis ingår i släktet Itodacne och familjen knäppare. Inga underarter finns listade i Catalogue of Life.